# Sophonisbe
Sophonisbe (en punique : 𐤑𐤐𐤍𐤁𐤏𐤋 Ṣap̄anbaʿal, en berbère : ⵙⵓⴼⵉⵏⵙ Sofines ), née à Carthage en 235 av. J.-C. et morte à Cirta en 203 av. J.-C., est la fille d'Hasdrubal Gisco, général carthaginois et une reine de Numidie. Elle est l'épouse de Syphax, roi de Numidie, puis de Massinissa.

## Biographie
Fille d'Hasdrubal Gisco, général carthaginois, elle est célèbre pour sa beauté et son éducation. Elle apparaît dans les textes anciens dans la dernière phase de la deuxième guerre punique, lorsque Rome tente de porter la guerre en Afrique afin de fragiliser la position d'Hannibal, qui se trouve toujours en Italie avec ses troupes. 
D'après Diodore de Sicile (XXVII, 7), elle passait pour instruite dans les belles lettres et la musique. Appien (Lib., X.37) indique qu'elle fut fiancée à Massinissa, prince des Massyles (peuple de Numidie orientale). Ce dernier seconda notamment les armées de Carthage en Espagne face à Rome.
Vers 206-205, elle est mariée sur ordre de son père à Syphax, roi des Massæsyles (peuple de Numidie occidentale), afin de sceller une alliance face à l'arrivée imminente des légions romaines en Afrique. Syphax a entre-temps envahi les territoires de son rival Massinissa, qui s'est allié de son côté avec Scipion. La plupart des historiens gréco-romains soulignent l'influence supposée de Sophonisbe sur Syphax pour le maintenir dans l'alliance carthaginoise. 
Les armées coalisées d'Hasdrubal et de Syphax, en supériorité numérique, parviennent d'abord à mettre fin au siège d'Utique (bataille d'Utique), malgré des pertes importantes. Mais en juin 203 av. J.-C., ils sont défaits à la bataille des Grandes Plaines. Syphax est capturé par Massinissa qui, secondé par Caius Lælius, s'empare de Cirta. 
Il y retrouve Sophonisbe. Les auteurs anciens précisent qu'elle le supplie de ne pas la livrer aux Romains. Massinissa décide de l'épouser sur-le-champ et le mariage est célébré le soir-même. Mais Scipion désapprouve cette union, craignant que Massinissa ne se détourne de l'alliance romaine au profit de Carthage. De plus, la reine est considérée comme propriété du peuple romain.
Alors qu'elle doit finalement subir le sort des vaincus et être emmenée à Rome pour figurer au triomphe de Scipion, Sophonisbe préfère la mort plutôt que de subir le déshonneur de tomber aux mains de ses ennemis et s'empoisonne.  

## Œuvres littéraires tirées de Sophonisbe
Toutes les œuvres tragiques ayant Sophonisbe pour protagoniste sont inspirées de Tite-Live, Ab Urbe condita, livre XXX 11-15. Son récit constitue, avec Appien, Diodore de Sicile et Plutarque, la seule source historique concernant ce personnage. Les textes de Polybe (incomplets sur cette période) la mentionnent également.
- Pétrarque mentionne brièvement Sophonisbe et Massinissa dans son épopée en latin Africa (livre V, v. 1-773).
- Trissino (dit le Trissin) est l'auteur d'une Sophonisbe (Sofonisba, vers 1515) imitée des tragédies grecques et considérée comme la première tragédie classique italienne.
- Mellin de Saint-Gelais a traduit la tragédie du Trissin et l'a fait représenter en avril 1556 devant la Cour au château de Blois.
- Claude Mermet a réalisé lui aussi, en 1584, une traduction de la pièce du Trissin.
- Antoine de Montchrestien a fait paraître en 1596 une Sophonisbe portée à la scène en 1601 sous le titre La Carthaginoise ou La Liberté. La pièce figure dans la première édition de ses tragédies complètes.
- Guillaume Reboul a publié un récit de la Mort courageuse de Sophonisba (Lyon, 1597 ; rééd. Rouen, 1598, 1600 ; Paris, 1599)[2].
- Jean Mairet a publié en 1634 une tragédie, La Sophonisbe, où il introduit la règle des trois unités.
- Georges de Scudéry a consacré à la mort de Sophonisbe la 5e harangue de son ouvrage Les Femmes illustres ou Les Harangues héroïques (1642).
- Pierre Corneille a composé sa tragédie Sophonisbe en 1663.
- Voltaire a écrit sur le même sujet une tragédie imprimée en 1770 et dont la première fut donnée le 15 janvier 1774.
- Marie-Anne Carrelet de Marron, aussi dite Madame de Marron ou de Meillonnas, publie en 1766 une version de Sophonisbe en prose, et en 1767, une seconde en vers
- Zealia Bishop évoque Sophonisbe au moyen d'une sorcière noire mystique dans une plantation dans sa nouvelle La chevelure de Méduse, présente dans Les papiers du Lovecraft Club paru en 1975.
- Gabriel Camps a évoqué l'histoire de Sophonisbe dans son livre L'Afrique du Nord au féminin : héroïnes du Maghreb et du Sahara (1992), où il dresse en vingt tableaux l'histoire des peuples d'Afrique du Nord.
- Marie-France Briselance a retracé dans son roman Massinissa le Berbère (1990) la vie de ce roi et relaté l'histoire de Sophonisbe.
- Rafik Darragi a consacré à la vie de la reine son roman Sophonisbe, la gloire de Carthage (2005).
- Claude Gérard propose, sous une forme romancée, une histoire de la relation amoureuse de Massinissa et Sophonisbe, ainsi que de sa conclusion tragique : L'épouse éphémère, Antony, Les éditions de l'Officine (2016) (ISBN 978-2-35551-244-5).
- Elle apparaît dans le seinen manga de Mihachi Kagano, Ad Astra (Ad Astra - Scipion l'Africain & Hannibal Barca) (2011-2018).

## Œuvres musicales tirées de Sophonisbe
- Sofonisba, opéra d'Antonio Caldara (1670 – 1736), livret de Francesco Silvani (Venise 1708).
- Sofonisba, opéra de Francesco Ciampi (1690 – 1765), livret de Gianmaria Tommasi (Livourne 1715).
- Sofonisba, opéra de Leonardo Leo (1694 – 1744), livret de Francesco Silvani (Naples 1718).
- Sofonisba, opéra de Luca Antonio Predieri (1688 – 1767), livret de Francesco Silvani (Rome 1722).
- Sofonisba, opéra de Christoph Willibald Gluck (1747 – 1787), livret de Francesco Silvani pour les récitatifs et de Metastase pour les airs (Milan 1744).
- Sofonisba, opéra de Niccolò Jommelli (1714 – 1774), livret d'Antonio et Girolamo Zanetti (Venise 1747).
- Sofonisba, opéra de Maria Teresa Agnesi (1720 – 1795), livret d'Antonio et Girolamo Zanetti (Vienne 1747 ou 48).
- Sofonisba, opéra de Tommaso Traetta (1727 – 1779), livret de Mattia Verazi (Mannheim 1762).
- Sofonisba, 2 opéras de Baldassare Galuppi « Il Buranello » (1706 – 1785) : 1/ livret de Gaetano Roccaforte (Rome 1753) - 2/ livret de Mattia Verazi (Turin 1764).
- Sofonisba, opéra d'Antonio Boroni (1738 – 1792), livret de Mattia Verazi (Venise 1764).
- Sofonisba, opéra de Mattia Vento (1735 – 1776), livret de Giangualberto Bottarelli (Londres 1766).
- Sofonisba, opéra de Marcos Portugal (1762 – 1830), livret de Del Mar (Lisbonne 1803).
- Sofonisba, opéra de Vincenzo Federici (1764 – 1826), livret d'Antonio et Girolamo Zanetti (Turin 1805).
- Sofonisba, opéra de Ferdinando Paër (1771 – 1839), livret de Domenico Rossetti (Bologne 1805).

## Cinéma
- Cabiria (1914), où elle est interprétée par l'actrice Italia Almirante Manzini.
- Scipion l'Africain (1937), interprétée par l'actrice Francesca Braggiotti.
- Sophonisbe, reine sacrifiée de Cirta (2022), (long-métrage documentaire, d'Abdallah Touhami), interprétée par l'actrice Djedjiga Makhmoukhen.

## Peinture
- Sophonisbe et Massinissa, 1623 – 1625, par Rutilio Manetti, musée des Offices, corridor de Vasari, Florence. Commandé par la grande-duchesse Marie-Madeleine d'Autriche pour la salle des audiences de Poggio Imperiale[3].

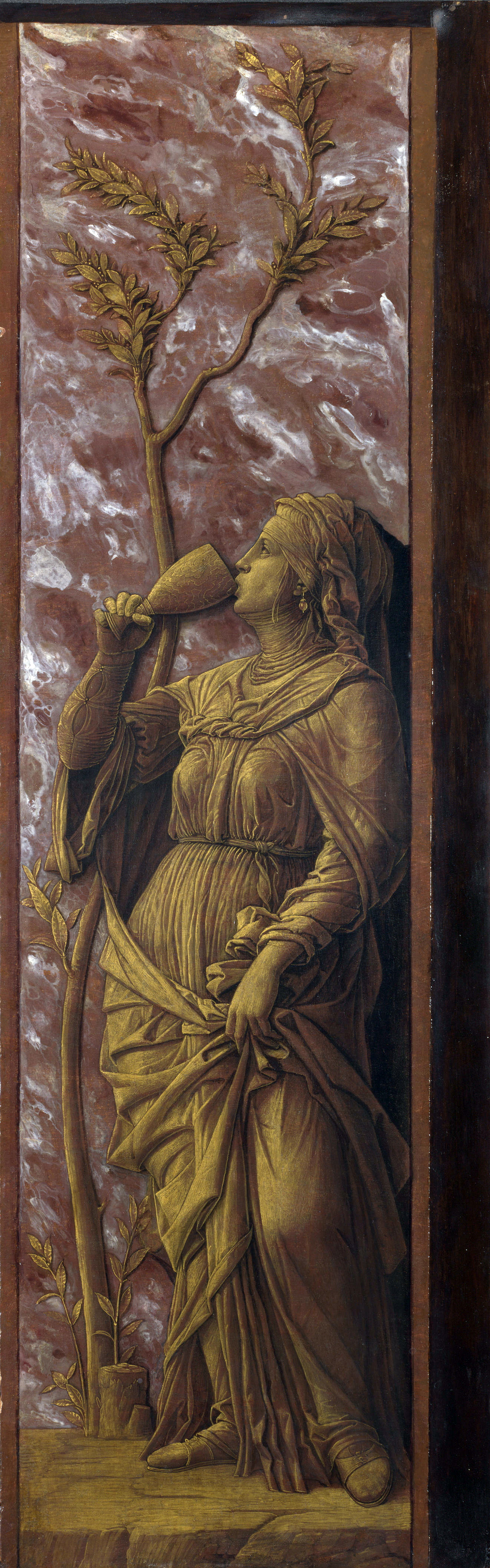
Sophonisbe, 1490, Andrea Mantegna.
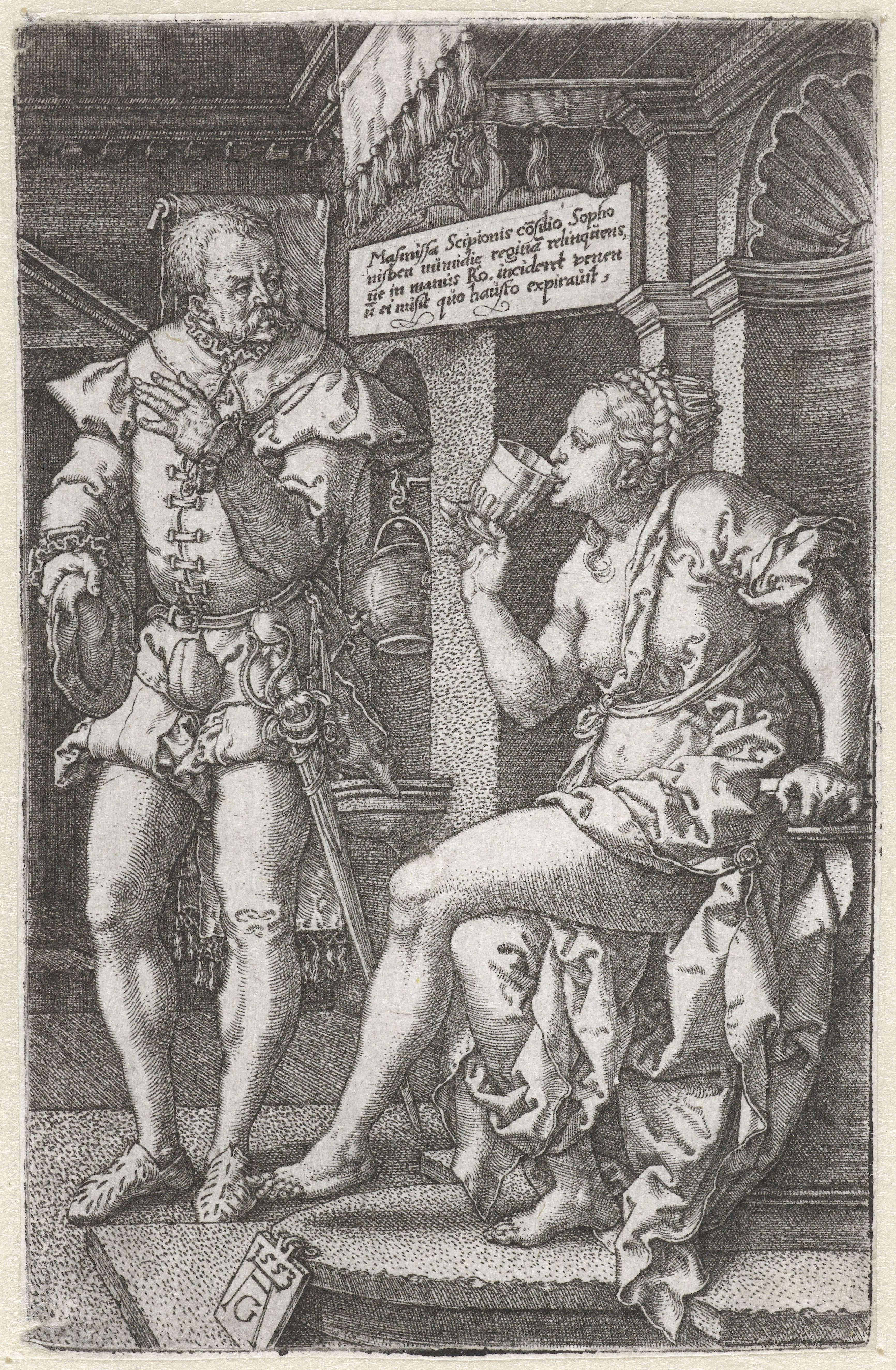
Sophonisbe buvant le poison, 1553. .
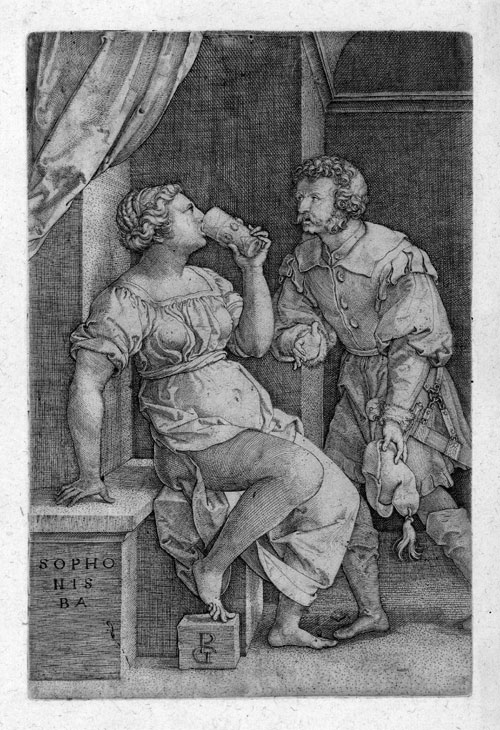
Sophonisbe, XVIe siècle, Georg Pencz.
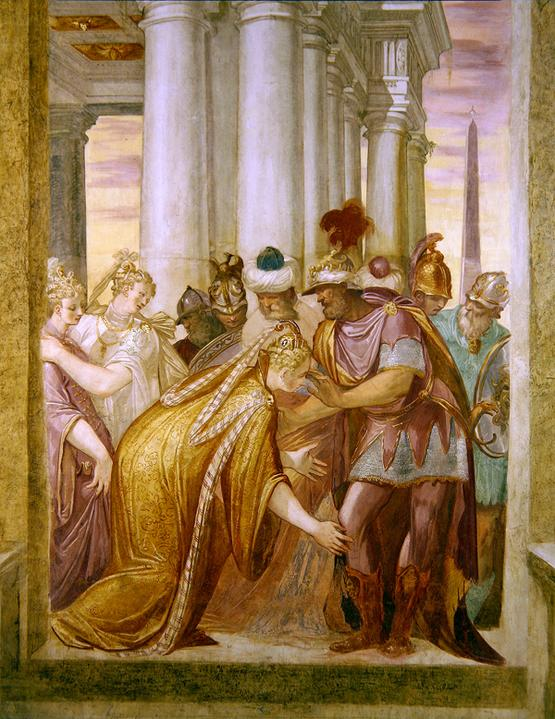
Sophonisbe demandant l'aide de Massinissa, XVIe siècle, Giovanni Battista Zelotti.
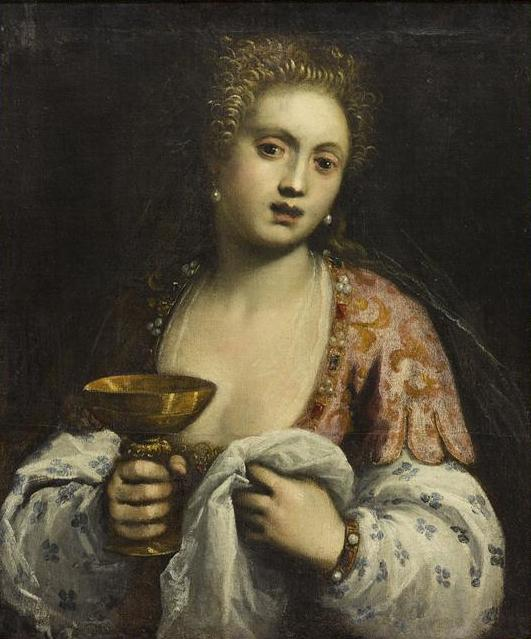
Sophonisbe, 1594, Jacopo Tintoretto.
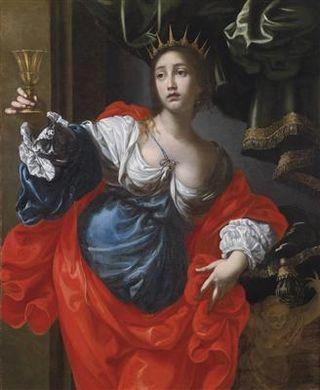
Sophonisbe, v. 1610, Cesare Dandini.
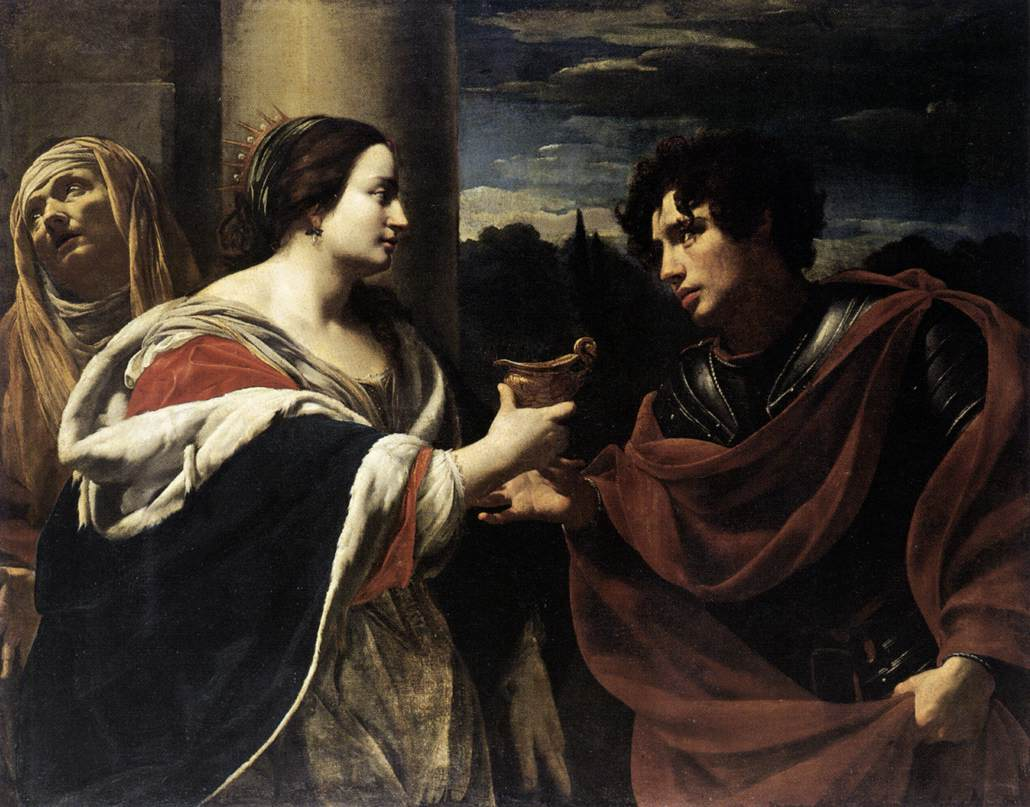
Sophonisbe reçoit la tasse de poison, v. 1623, Simon Vouet.
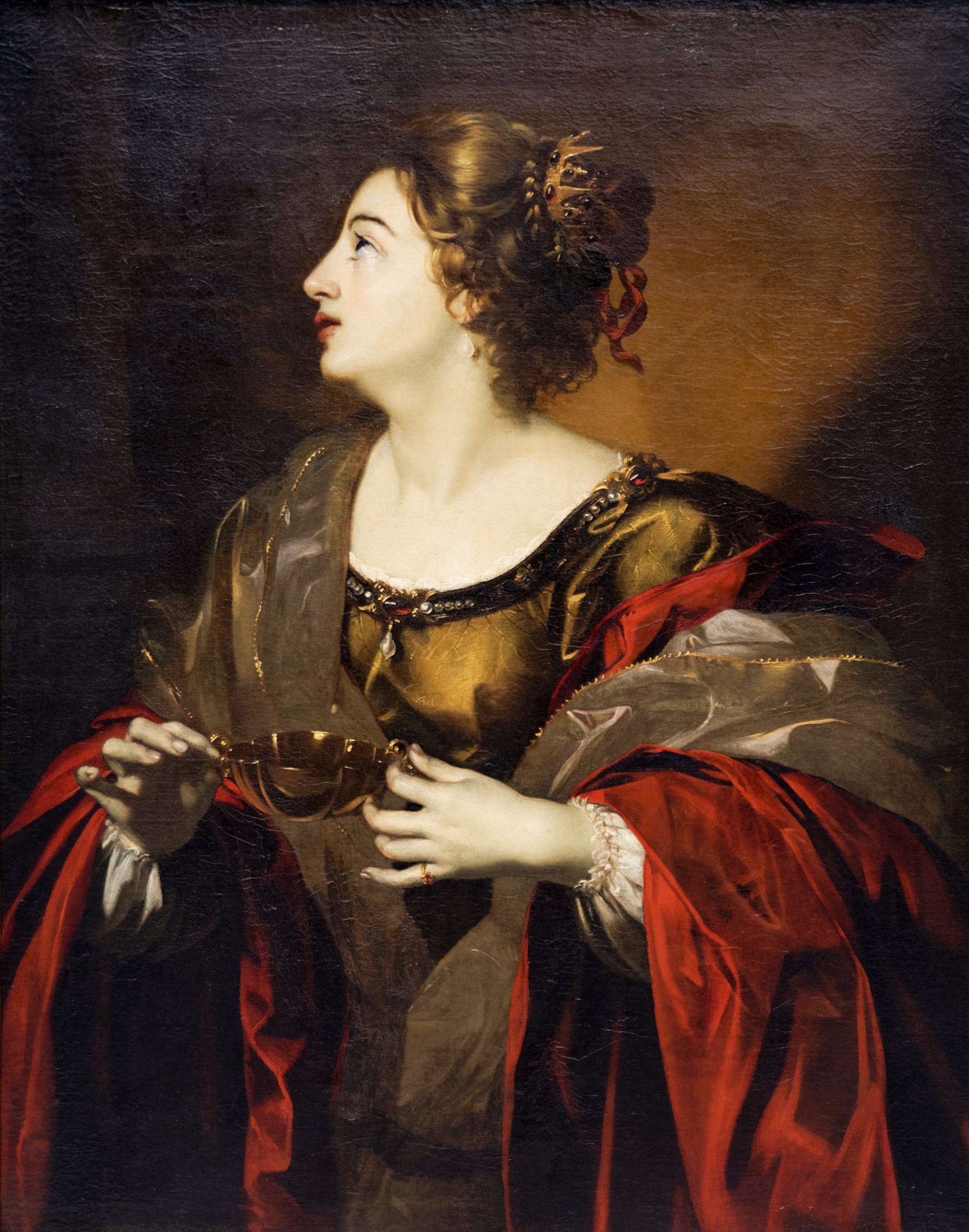
Sophonisbe, v. 1626, Nicolas Régnier.
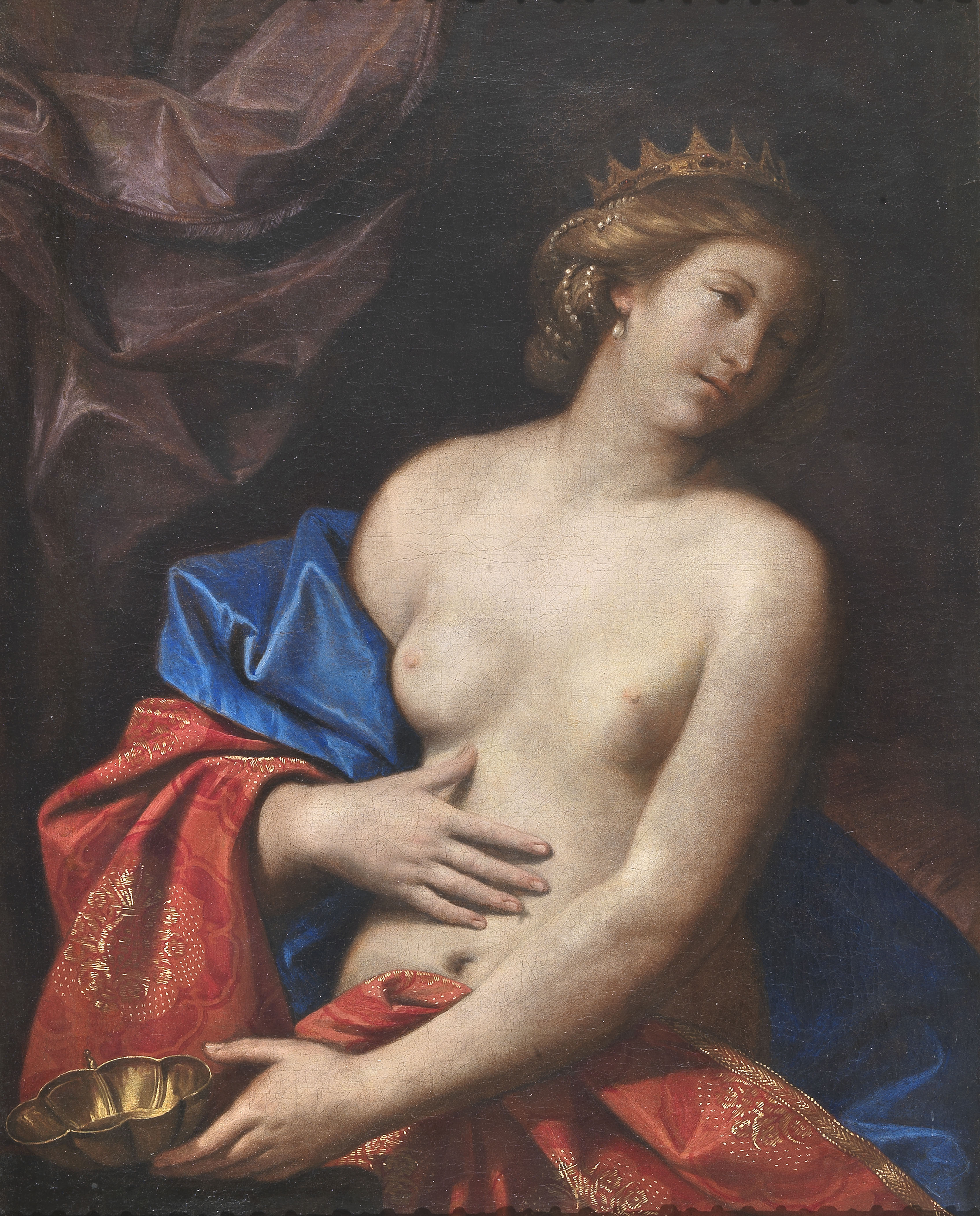
Sophonisbe buvant le poison, 1630, Guercino.
Sophonisbe recevant la coupe de poison, 1634, Rembrandt.
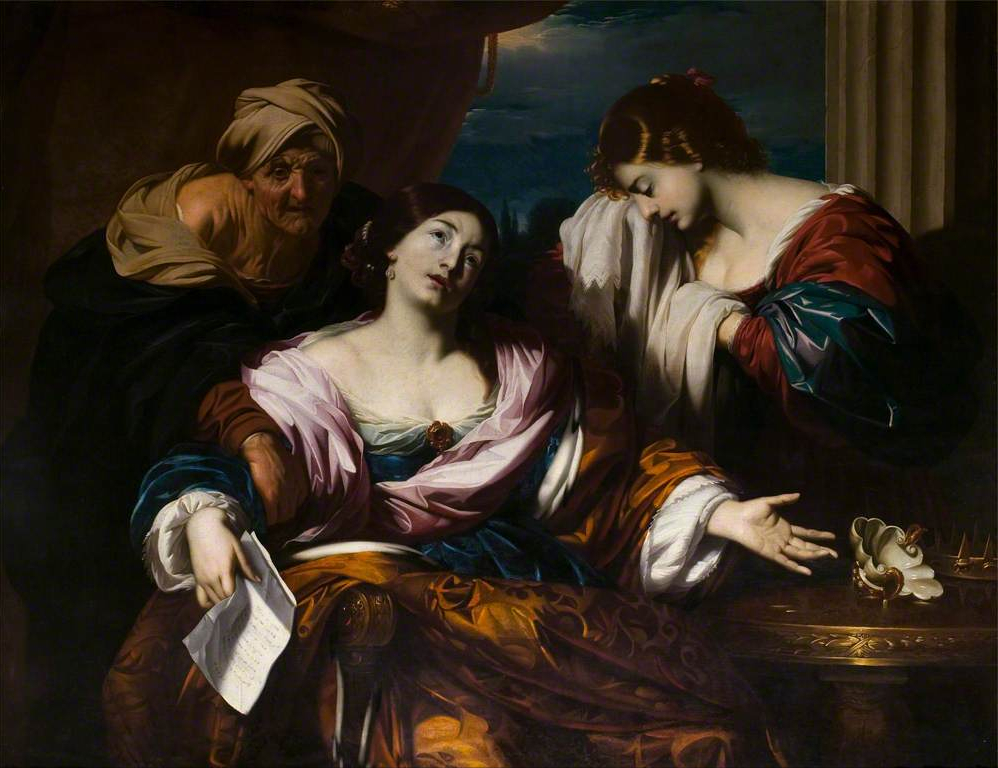
La mort de Sophonisbe, v. 1640-1650, Nicolas Régnier.
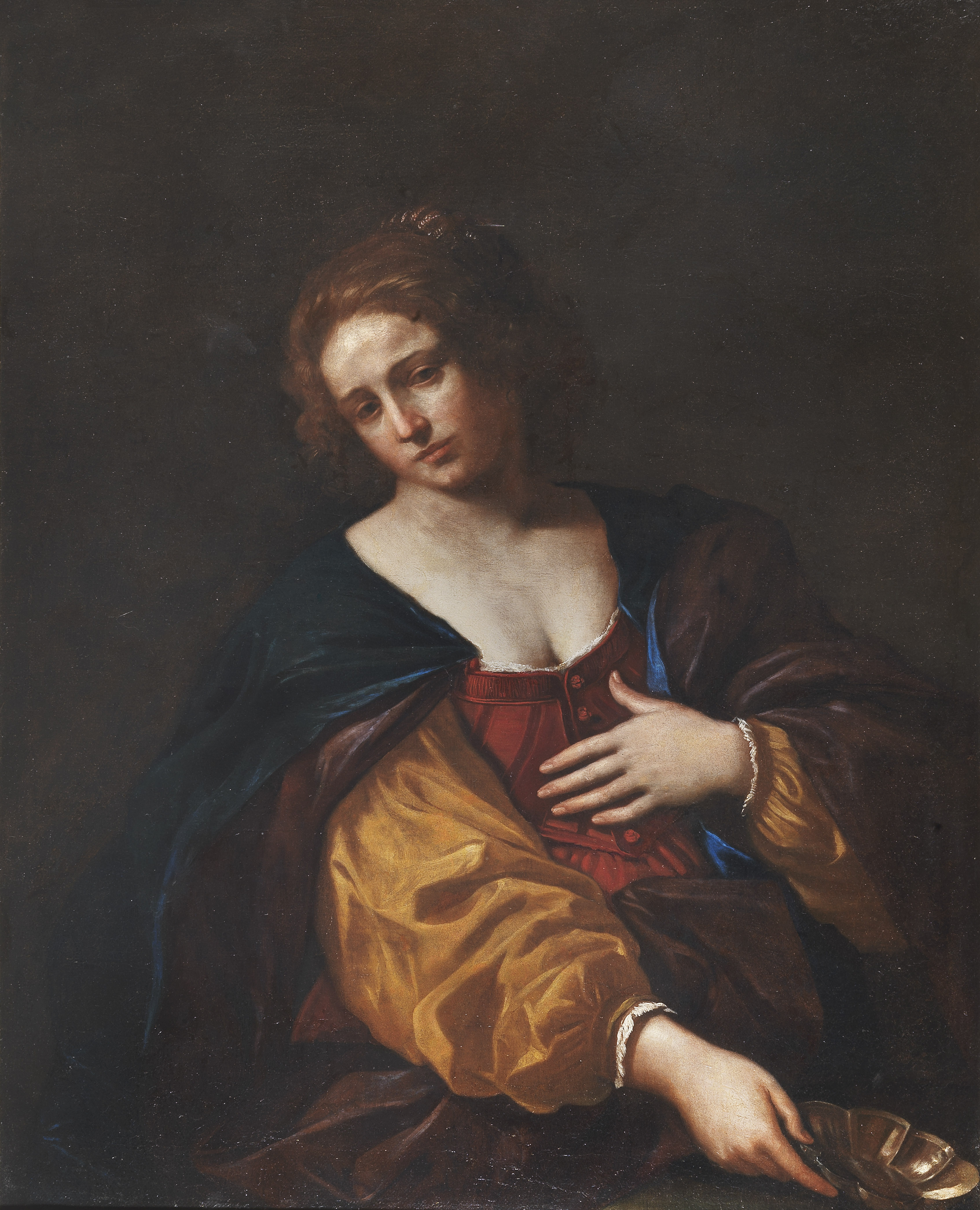
Sophonisbe, 1654, Guercino.
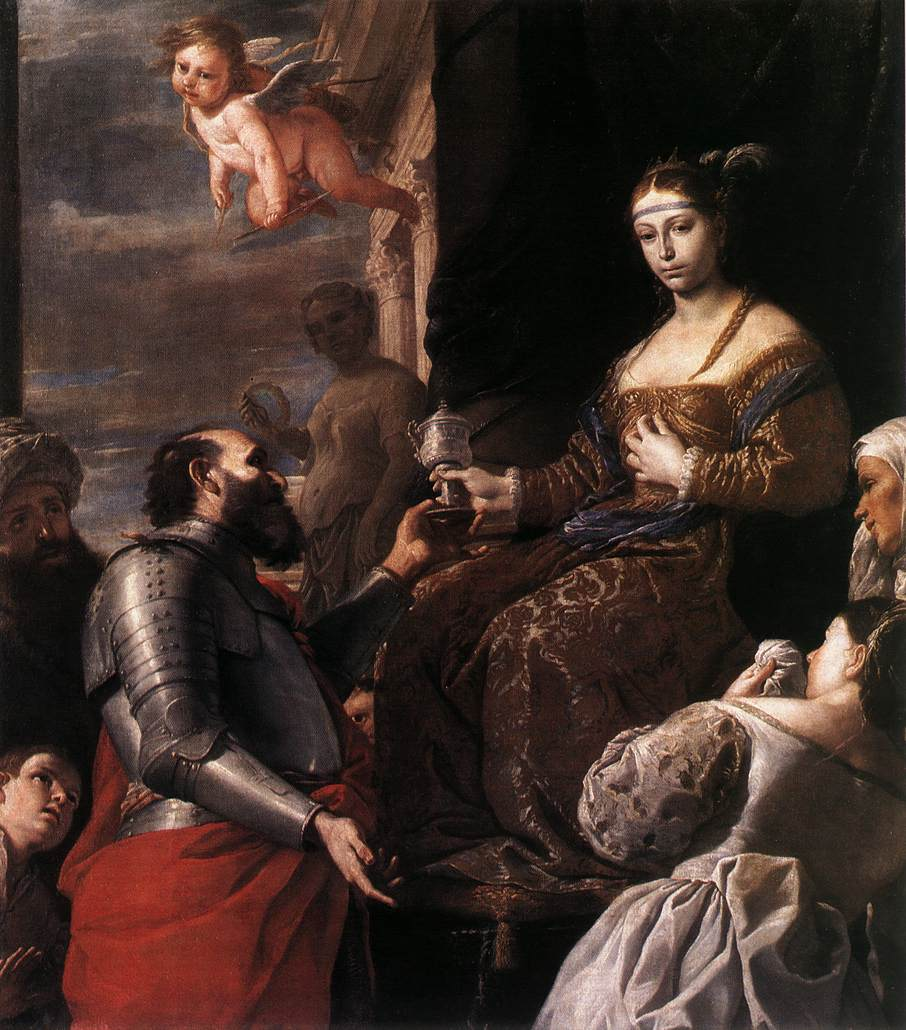
La Mort de Sophonisbe, 1670, Mattia Preti.
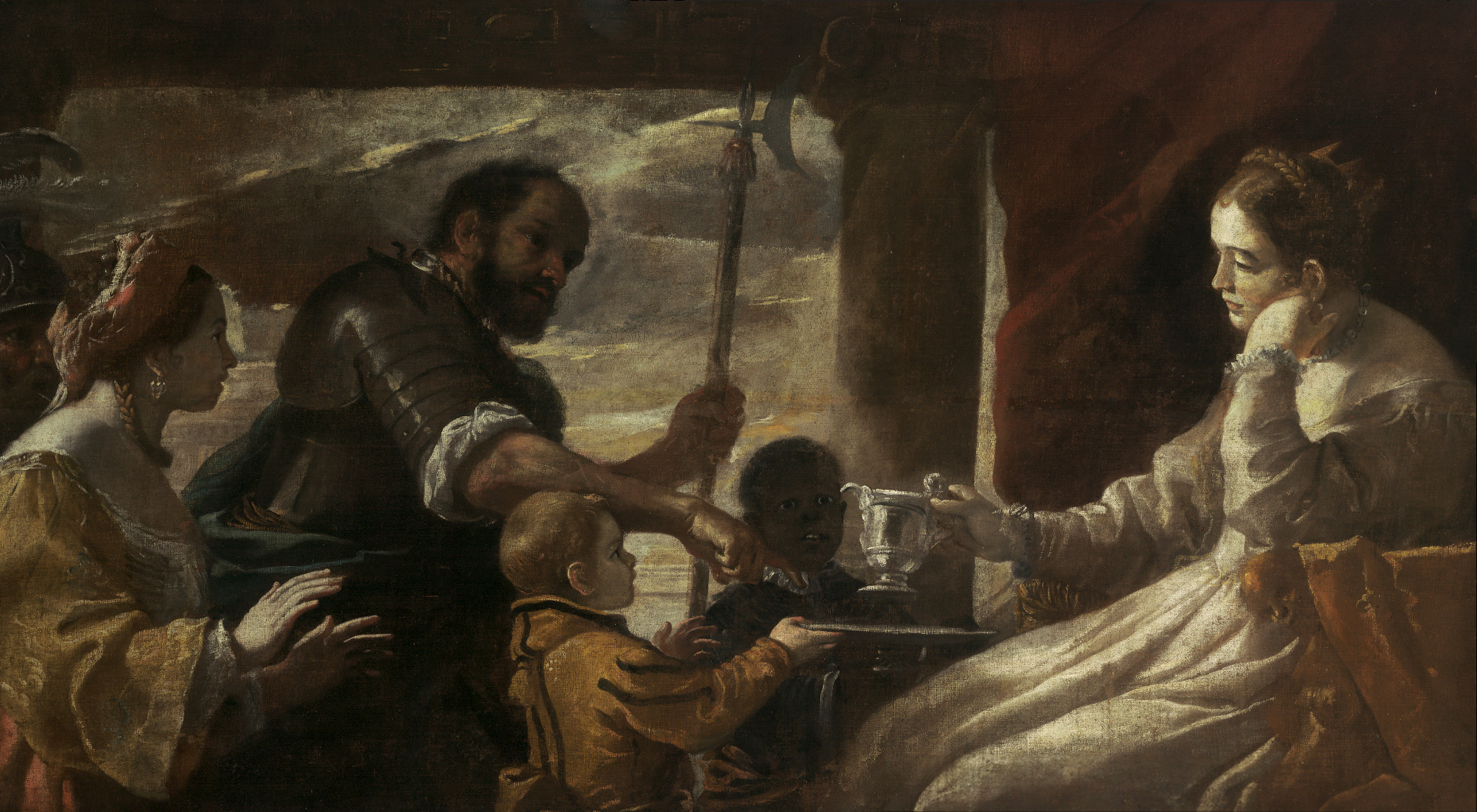
La mort de Sophonisbe, XVIIe siècle, Mattia Preti.
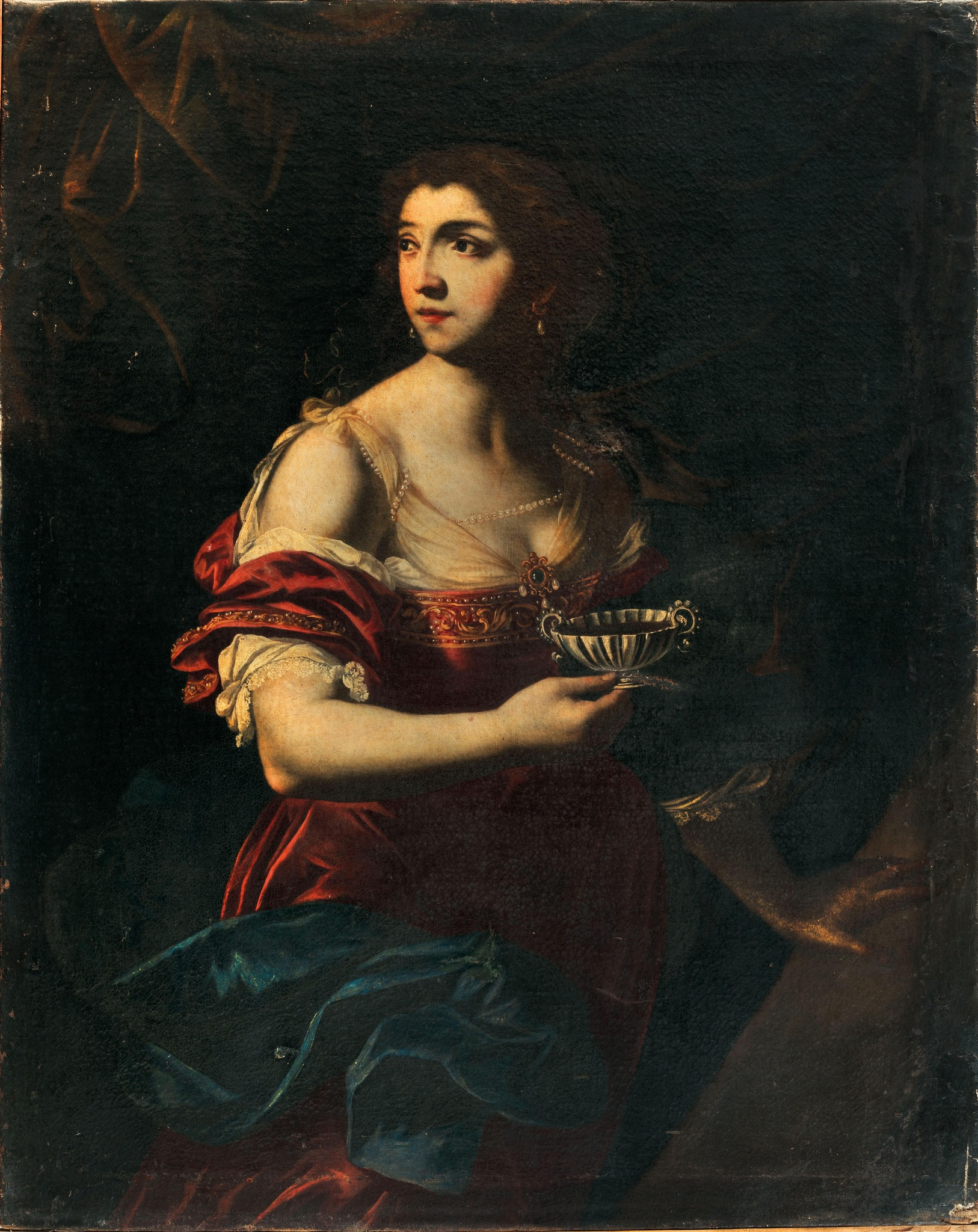
Sophonisbe avec la coupe de poison, XVIIe siècle, Annella di Massimo.
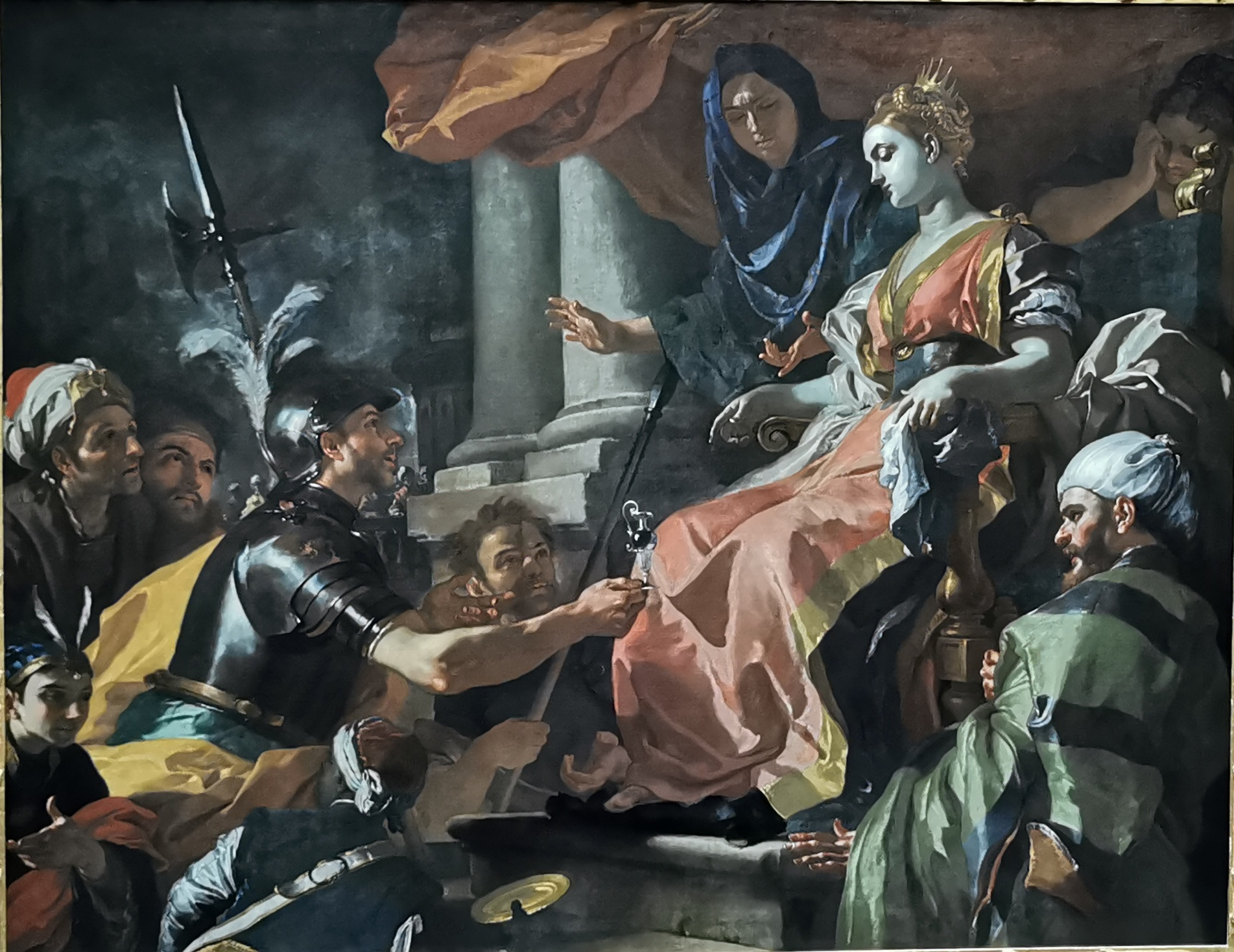
Sophonisbe recevant le présent du messager de son époux, v. 1704-1708, Francesco Solimena.
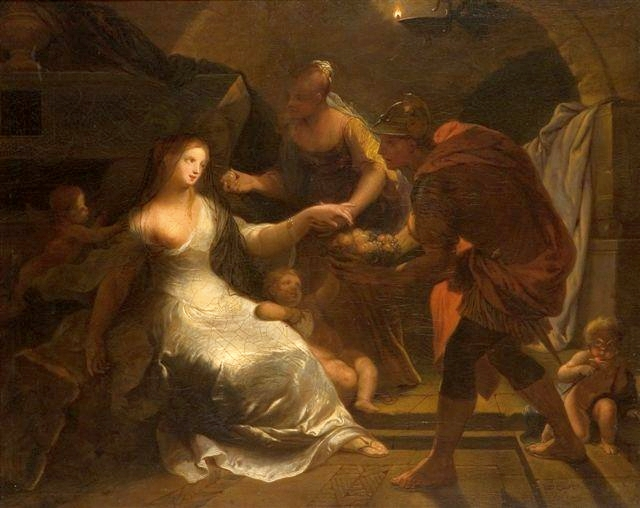
La Mort de Sophonisbe, v. 1710-1730, Jacques-François Courtin.
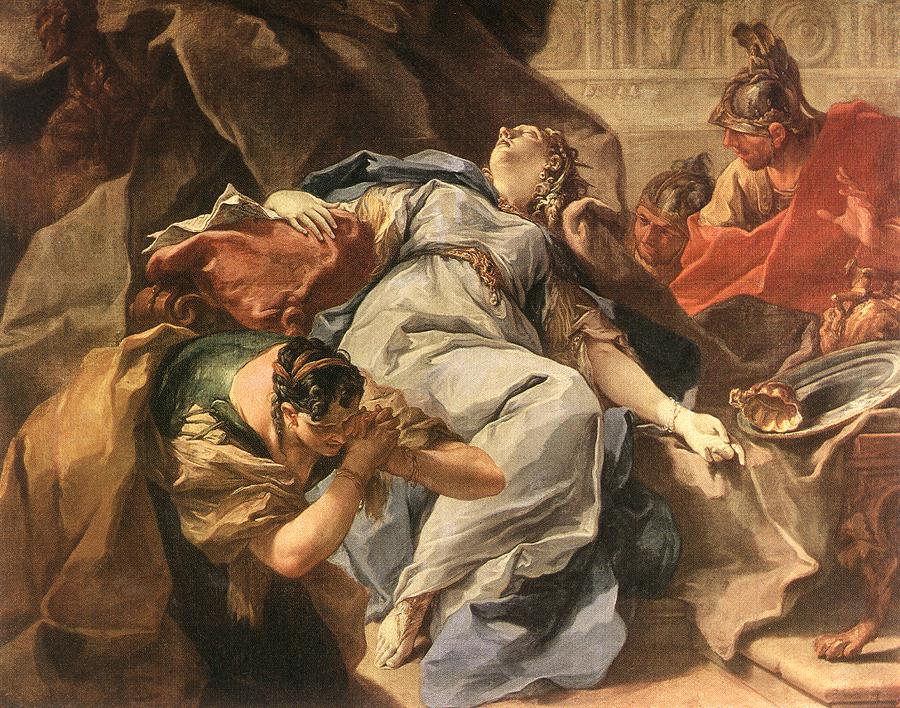
La Mort de Sophonisbe, 1730, Giambattista Pittoni.
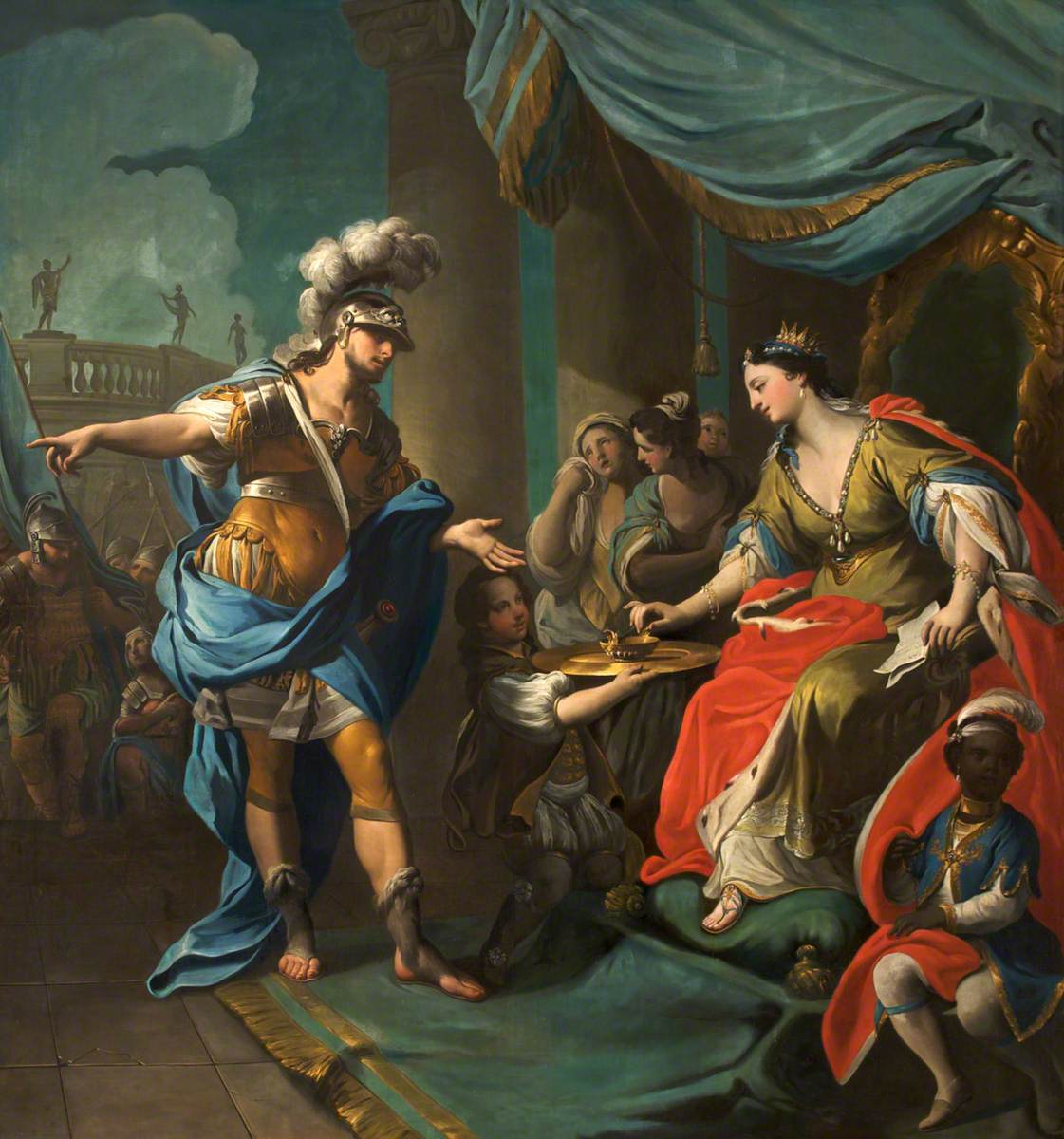
Sophonisbe prenant le poison, 1743, Andrea Casali.
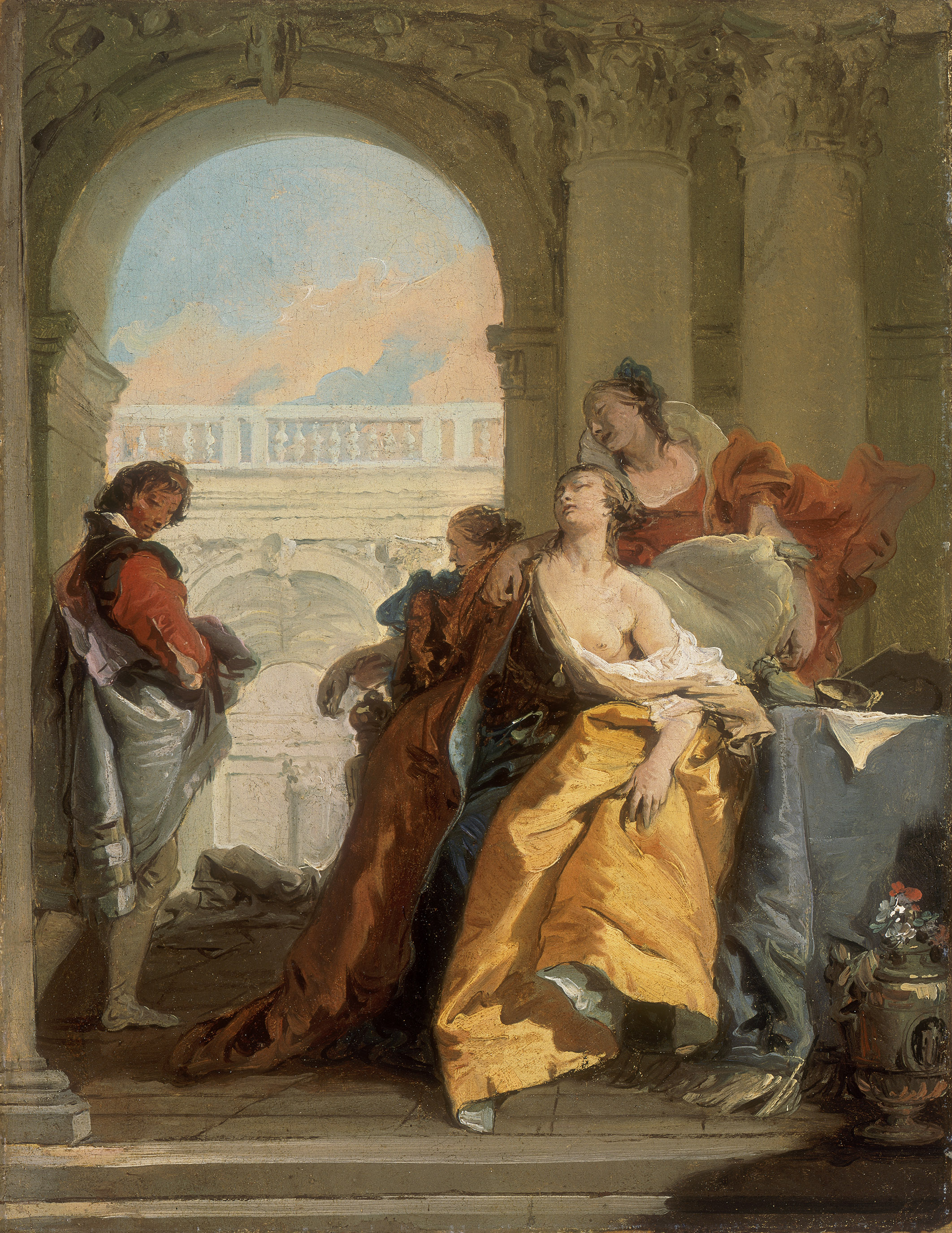
La Mort de Sophonisbe, vers 1760, Giambattista Tiepolo, musée Thyssen-Bornemisza, Madrid[4].
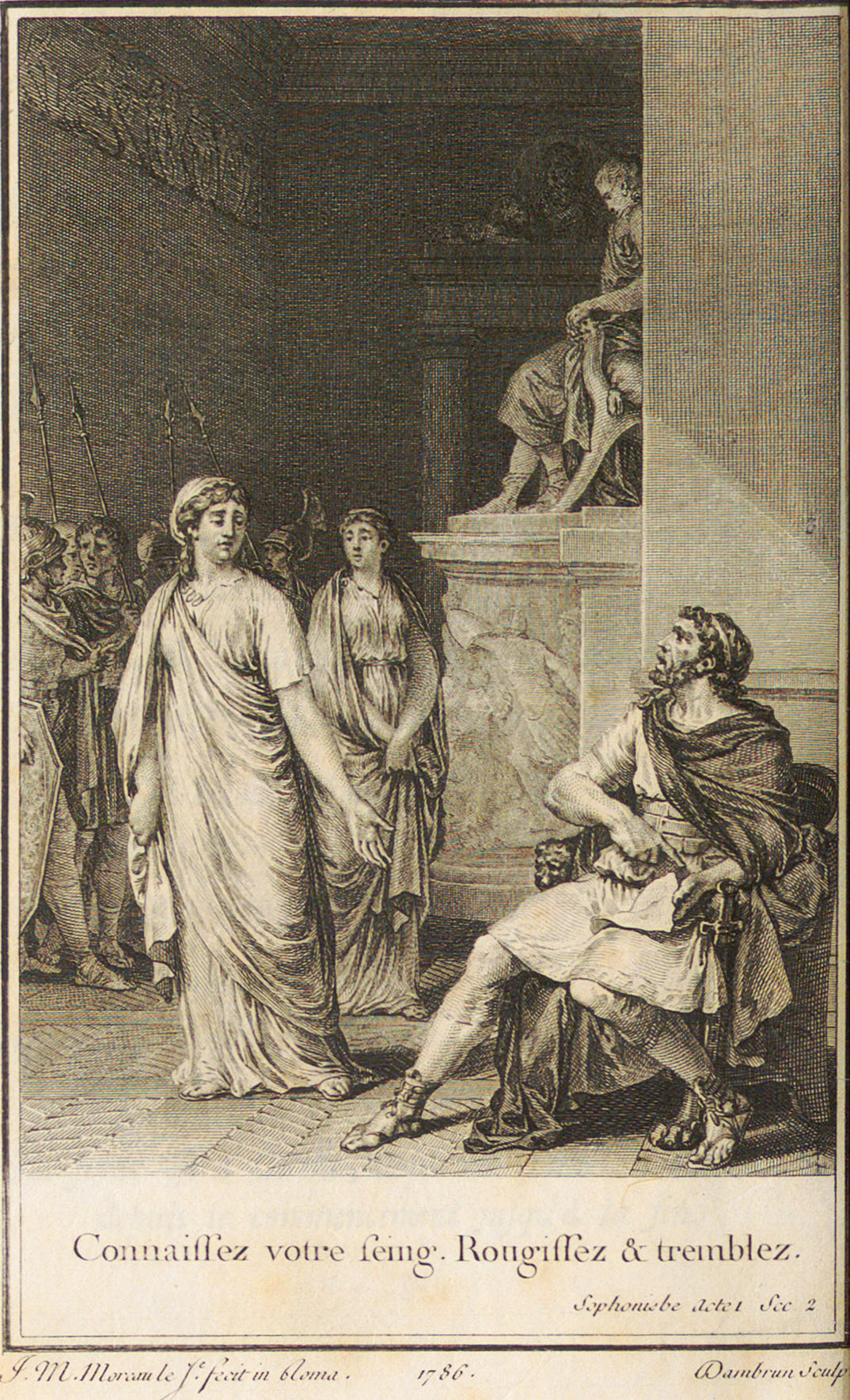
Sophonisbe, V. 1785, Jean Dambrun.
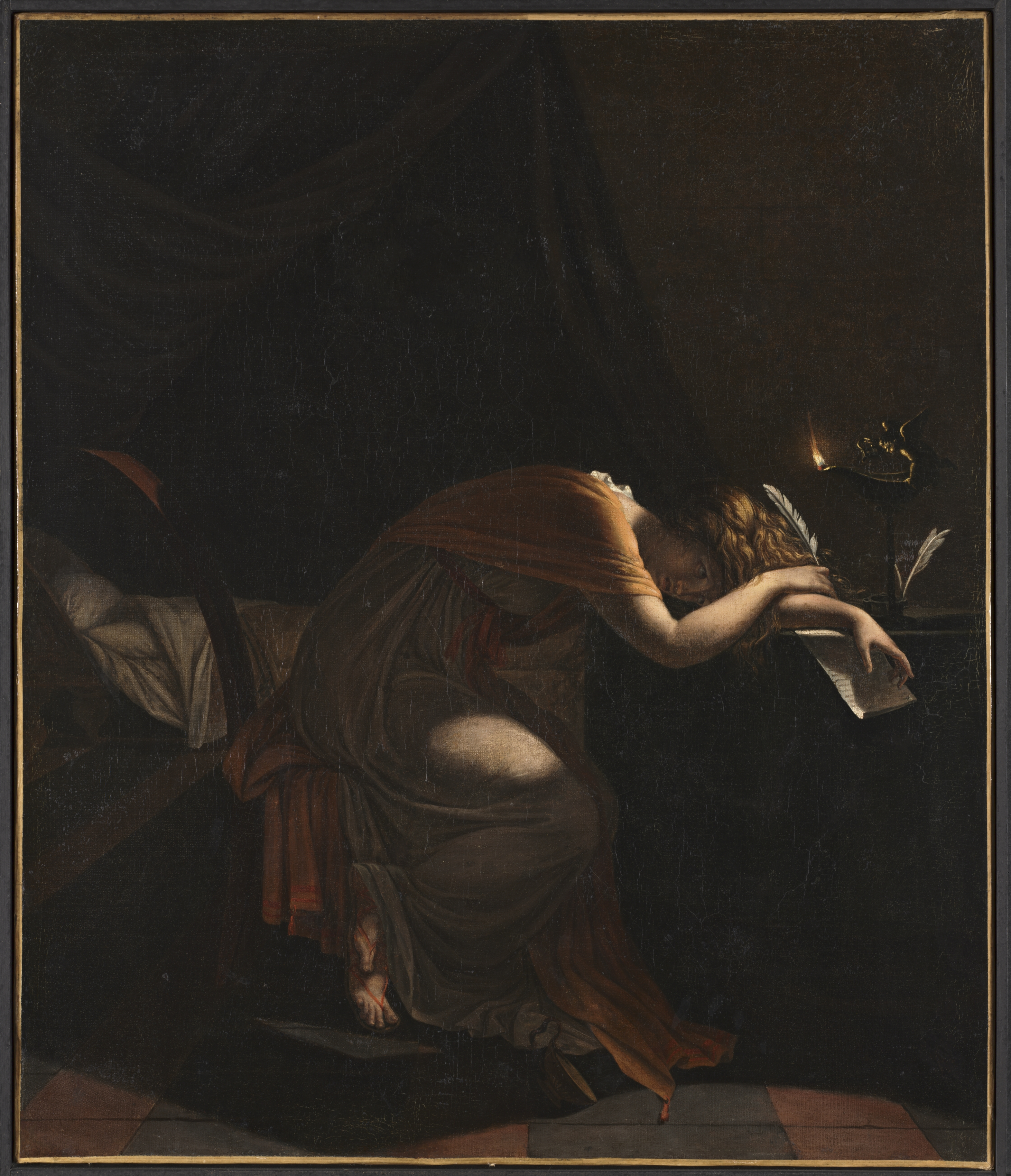
La mort de Sophonisbe, 1805, Pierre-Narcisse Guérin.
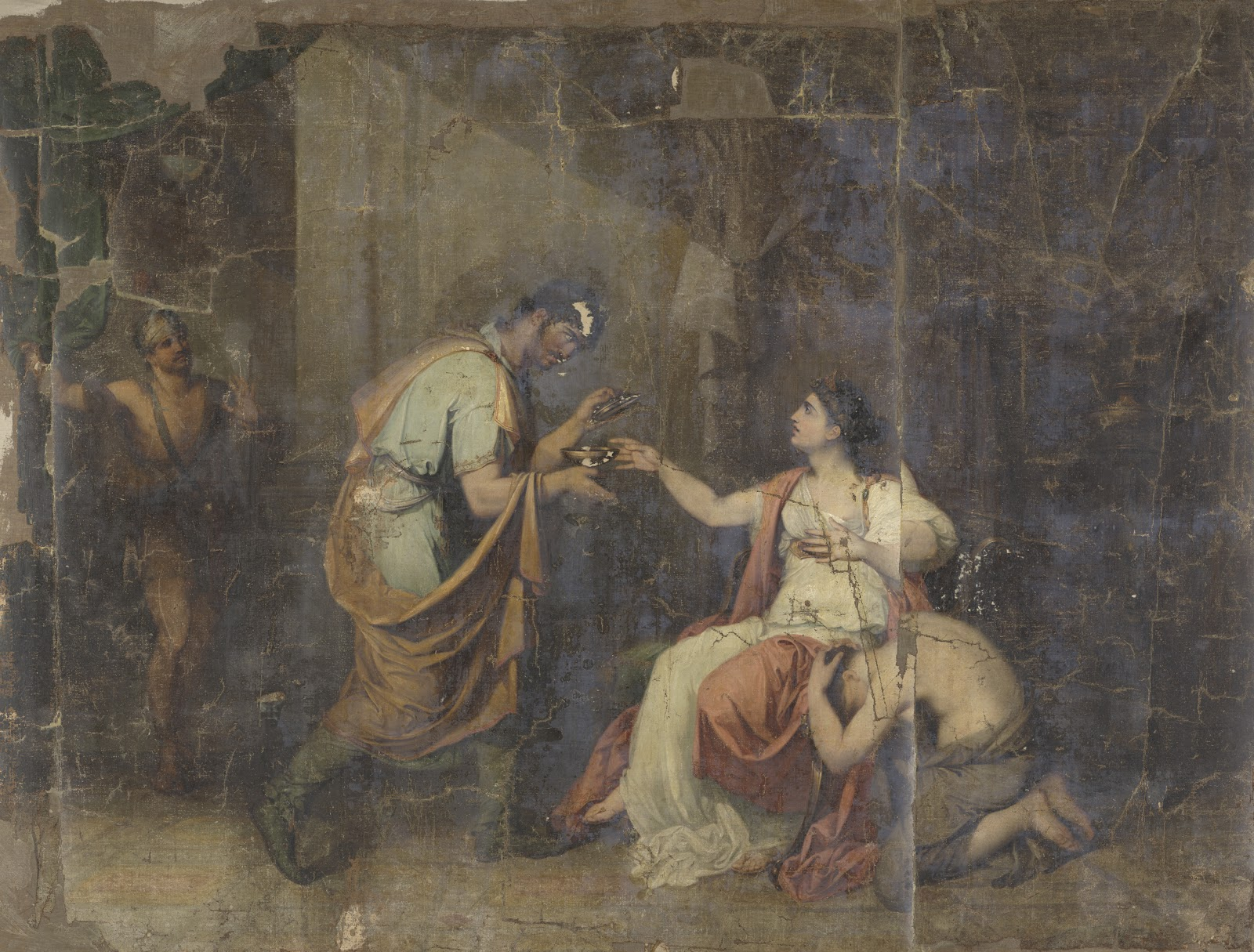
La mort de Sophonisbe, reine de Numidie, 1816, Benjamin Wolf.

## Divers
Une rue de Carthage, située à proximité des thermes d'Antonin, porte son nom.

## Annexe